# Jornal GloboNews
Jornal GloboNews é um telejornal brasileiro transmitido pela GloboNews, que traz as principais notícias no Brasil e no mundo.

## História
O telejornal surgiu em 1996, quando era chamado de Em Cima da Hora e possuía 22 edições diárias. As edições das 14 horas e das 15 horas tornaram-se blocos dentro do Estúdio i, em 2008. Em outubro de 2009 o Em Cima da Hora - Edição das 18h passou a ter uma hora e meia de duração e a ser apresentado por Leilane Neubarth e o Em Cima da Hora - Edição das 10h também foi alongado e ganhou a apresentação de Luciano Cabral e Raquel Novaes, com isso as edições das 11 horas e das 19 horas também foram extintas. A estreia do Globo News em Pauta, em 2010, extinguiu a edição das 21h.
O telejornal começou a ser chamado de Jornal GloboNews após a reformulação do canal quando a Globo News ganhou nova identidade visual, com isso as edições das 14 horas e das 15 horas (então blocos do Estúdio i) foram extintas a partir do dia 18 de outubro de 2010. Neste sentido, restavam neste momento 17 edições diárias. As edições de 5 minutos aos finais de semana (exceto a de meia-noite) passaram a receber o nome de Boletim de Notícias. Em 2016, a edição das 16h passou a ser apresentada diretamente de São Paulo e ter uma hora e meia de duração, com a apresentação de Christiane Pelajo
Entre 2014 e 2018, a "edição das 6h" foi transmitida pela TV Globo (parabólica analógica) no horário do Bom Dia Praça, junto com a reprise do Hora Um.
Em 2018, ainda mais edições diárias do Jornal GloboNews foram extintas: As edições das 6h, 7h e 8h deram lugar ao GloboNews Em Ponto, telejornal com três horas de duração ancorado diretamente de São Paulo. Já a edição do meio-dia foi absorvida pelo edição das 10 horas, que passou a ter três horas de duração e o mesmo ocorreu com a edição das 15h que foi incorporado ao Estúdio i , com este ganhando uma maior duração.
Em 2020, com a pandemia de COVID-19, Leilane Neubarth foi afastada da "edição das 18h", devido a titular possuir mais de 60 anos. Com isso, a edição foi transferida para São Paulo e ganhou a apresentação de César Tralli, passando a utilizar o mesmo estúdio e equipe de cinegrafistas da edição das 16 horas (o que possibilitou que mais pessoas ficassem em isolamento social.
Em 2021, após o fim do isolamento social provocado pela pandemia, a "edição das 10h" passou a ser chamado de Conexão GloboNews, sendo uma forma de valorizar os grandes nomes da emissora, que passaram a apresentar a edição após terem ficado um ano e meio longe dois estúdios, sem desvalorizar os jornalistas que os substituíram durante este período. Contudo, críticos avaliaram à época que a nova atração tem bastante semelhança com a edição extinta. Em 2022, a edição das 16h passou a ser chamado GloboNews Mais, embora assim como a edição das 10 horas, tenha permanecido com um formato similar à anterior.

## Apresentadores
- Narayanna Borges – Edição da Meia-noite e das 3h30 (às segundas, 3h) [7]